# スケリー・アルベロ
スケリー・アルベロ（Skelly Alvero, 2002年5月4日 - ）は、フランスのスタン出身のプロサッカー選手。ブンデスリーガのヴェルダー・ブレーメン所属。ポジションはミッドフィールダー。

## 経歴
レッドスターFC93のユースアカデミーに在籍した後、2017年からFCソショー＝モンベリアルのユースアカデミーに加入。2020年にリザーブチームでプロデビューした。
2021年11月13日、クープ・ドゥ・フランスの試合にてトップチームで初出場した。2022年2月18日に最初のプロ契約を結んだ。
2023年7月4日にリーグ・アンのオリンピック・リヨンと5年契約を結んだ。11月5日のFCメス戦でリーグ・アンでの初得点を記録した。
2024年1月31日、ブンデスリーガのヴェルダー・ブレーメンへ期限付き移籍した。